# Amtsbezirk Ebreichsdorf
Der Amtsbezirk Ebreichsdorf war um die Mitte des 19. Jahrhunderts eine Verwaltungseinheit im Viertel unter dem Wienerwald in Niederösterreich.
Der Amtsbezirk war der Kreisbehörde in Wiener Neustadt unterstellt und besorgte deren Amtsgeschäfte vor Ort. Die Zuständigkeit erstreckte sich neben Ebreichsdorf auf die damaligen Gemeinden Au, Deutsch-Brodersdorf, Ebenfurth, Gramatneusiedl, Hof, Landegg, Mitterndorf, Moosbrunn, Münchendorf, Pottendorf, Reisenberg, Seibersdorf, Siegersdorf, Tattendorf, Trumau, Velm, Oberwaltersdorf, Unterwaltersdorf, Wampersdorf und Weigelsdorf.
Der Amtsbezirk umfasste dabei 21 Gemeinden mit 19.344 Einwohnern (lt. Zählung von 1851).